# Trine Qvist
Trine Qvist (8 giugno 1966) è una giocatrice di curling danese.

## Biografia
Partecipò all'età di 31 anni ai XVIII Giochi olimpici invernali edizione disputata a Nagano (Giappone) nel 1998, riuscendo ad ottenere la medaglia d'argento nella squadra danese con le connazionali Margit Pörtner, Dorthe Holm, Helena Lavrsen e Jane Bidstrup.
Nell'edizione la nazionale canadese ottenne la medaglia d'oro, la svedese quella di bronzo.